# Pedersenia
Pedersenia é um género botânico pertencente à família Amaranthaceae.

## Espécies
- Pedersenia argentata
- Pedersenia canescens
- Pedersenia cardenasii
- Pedersenia completa
- Pedersenia costaricensis
- Pedersenia hassleriana
- Pedersenia macrophylla
- Pedersenia pulverulenta
- Pedersenia volubilis
- Pedersenia weberbaueri